# Как сделана «Шинель» Гоголя
Сплетение мотивов и их мотивации — вот организующее начало примитивной новеллы. Это верно и по отношению к новелле комической — в основу кладётся анекдот, изобилующий сам по себе, вне сказа, комическими положениями.
Совершенно иной становится композиция, если сюжет сам по себе, <…> перестает играть организующую роль, то есть если рассказчик так или иначе выдвигает себя на первый план, как бы только пользуясь сюжетом для сплетения отдельных стилистических приёмов. Центр тяжести от сюжета (который сокращается здесь до минимума) переносится на приемы сказа, главная комическая роль отводится каламбурам, которые то ограничиваются простой игрой слов, то развиваются в небольшие анекдоты. Комические эффекты достигаются манерой сказа. Поэтому для изучения такого рода композиции оказываются важными именно эти «мелочи», которыми пересыпано изложение — так что стоит их удалить, строение новеллы распадается.
«Как сделана „Шинель“ Гоголя» — статья литературоведа Бориса Эйхенбаума, опубликованная в 1919 году в сборнике «Поэтика». В ней Эйхенбаум анализирует повесть «Шинель» Н. В. Гоголя. Эта статья во многом определила идеологию русского формализма; она оказала влияние на литературоведов (если шире, на представителей гуманитарных наук в целом) и не относящихся к данному направлению, включая противников подобного подхода.

## Содержание работы Эйхенбаума
Если, начиная с Белинского, в русских критике и литературоведении «Шинель» Гоголя принято трактовать как гуманистическое произведение о судьбе маленького человека, Эйхенбаум предложил рассматривать, собственно, сам литературный текст повести.
Анализируя его, он показывает, что основное повествование выдержано в комическом ключе, а гуманистическая линия передаётся только посредством второстепенного анонимного персонажа, молодого чиновника, который услышав, как Акакий Акакиевич говорит «Оставьте меня, зачем вы меня обижаете?», понял, «как много в человеке бесчеловечья» (причём в ранних черновиках повести этого эпизода не было). Эйхенбаум обращает внимание на нарочитую мелодраматичность этого эпизода, плохо согласующуюся с общей стилистикой произведения.
Рассматривая эту общую стилистику «Шинели», Эйхенбаум показал, как Гоголь пользуется приёмами литературного гротеска: повесть отличают многочисленные каламбуры и несоразмерные детали, к которым, в частности, относится полное имя главного героя и его речь, и в этот гротеск прекрасно вписывается являющийся предметом споров исследователей творчества Гоголя фантастический финал «Шинели».

## Некоторые оценки и интерпретации статьи
Два признанных классика русской филологии — В. В. Виноградов в статье «Проблема сказа в стилистике» и, вслед за ним, М. М. Бахтин в посвящённой Достоевскому монографии — первыми вступили с Эйхенбаумом в спор, связанный с использованием тем термина «сказ», которым тот обозначал авторские особенности того, как написано произведение. Не оспаривая используемый Борисом Михайловичем метод разграничения принципов рассказывания от принципов того, что рассказывается, они оспаривают то, чем собственно является описываемый Эйхенбаумом «сказ» на лингвистическом или металингвистическом уровне, соответственно, упрекая своего предшественника в отсутствии семантического осмысления сказа.
Александр Дмитриев и Ян Левченко — соавторы статьи в «Новом литературном обозрении», предмет которой есть методологическое наследие русского формализма — выделяют в этом наследии (как минимум) два ключевых текста. Эти два текста характеризуются как «манифесты, с которых формалисты начинают преобразование академического поля» (то есть гуманитарно-научной традиции и соответствующего сообщества); по Дмитриеву — Левченко, оба текста «зачастую выполнены именно как показательные пособия». Первый из этих текстов — эйхенбаумовский анализ «Шинели», второй — «Искусство как приём» Виктора Шкловского.
Оценка статьи как важной для истории русской и мировой гуманитарной науки, разумеется, не является «новеллой» Дмитриева — Левченко. Так — несмотря на существовавшее в русской советской литературоведческой традиции «холодное» отношение к русскому формализму (по крайней мере, в его радикальной трактовке) — статья, которая относится к раннему периоду научного творчества Эйхенбаума и в которой столь явно выражены «формалистические» установки, вошла в посмертный сборник Б. М. Эйхенбаума «О прозе» (Л.: «Художественная литература», 1969).
Как отмечает неустановленный автор текста, предпосланного статье «Как сделана…» в её републикации на сайте ОПОЯЗ.Ру, «обаянию» этого текста поддавались и яростные противники формалистического подхода к гуманитарным наукам. Причиной тому, по мнению автора этого предисловия, — «блеск изложения и стройность аргументации» текста.
о названии
Современный русский гуманитарный мыслитель Вадим Руднев подмечает и разбирает удачный выбор названия Борисом Михайловичем для статьи (и схожее название статьи В. Б. Шкловского, где разбирается великий роман Сервантеса; текст Шкловского впервые опубликован в 1921 году). Целеполагание этого названия, по Рудневу, примерно таково. Филолог для успешного анализа текста, как пишет Руднев, должен временно забыть о том, что имеет дело с художественным текстом, иначе говоря — избавиться от «эстетических чар», в рамках опоязовского дискурса. «Вчувствование» как литературоведческий приём (продолжает свой анализ Руднев) в рамках формалистического подхода отвергается («Никакой экзальтации. Никакого „вчувствования“. Никаких „Татьян, русских душою“»).

Вадим Руднев отмечает «эпатирующий» характер названия: в рамках радикально-формалистического подхода 
 «есть только голая конструкция, которую необходимо разобрать „по винтикам“; только тогда ты можешь надеяться понять, из чего или как это сделано». 
 Руднев сопоставляет подобный подход с психоаналитическим (появившимся примерно в ту же эпоху в другой европейской культурной традиции). Пациент психоаналитика, по словам Руднева, предстаёт перед тем «как голый пучок функций», а процесс психоанализа есть «преодоление лабиринта, тех ловушек, которые расставило сопротивление <…>».
критика ограниченности подхода
Русский поэт Илья Тюрин в своём эссе о работе Эйхенбаума выделяет — как её недостаток — склонность Бориса Михайловича к одностороннему анализу («подмечая лишь одну из сторон какого-нибудь явления, он возводит её в абсолют, отрицая напрочь существование других сторон»). По Тюрину, «признание главенства формы над содержанием» приводит Эйхенбаума к негативному результату — «он убегает и от смысла повести». (Здесь можно заметить, что подобная критика — обвинения ещё современниками в формальности/формалистичности исследователей опоязовского круга, и в следующих из неё, мол, односторонних или вовсе негативных результатах — не нова для конца XX века.) Также Тюрин считает текст Эйхенбаума «странным, но любопытным собратом» гоголевского.
заключение
Со статьи «Как сделана „Шинель“ Гоголя», при всей ограниченности подхода русских формалистов, начался процесс разработки научных методов анализа художественного текста. Научный метод в литературе был позднее развит Ю. М. Лотманом с единомышленниками, которые в рамках семиотики представили метод научного анализа литературных произведений, лишённый односторонности. Методы теоретической поэтики Лотмана точно так же предполагают рассмотрение литературы, как вторичной знаковой системы, второй культурной реальности, не сводя её к простому отражению действительности. С дидактической точки зрения изучение данной статьи Эйхенбаума может служить удачной стартовой точкой для знакомства с подобным подходом к литературе поскольку выполнена именно в форме показательной работы, демонстрирующей метод внедрения научного подхода в литературоведение.